# Hamadé
Hamadé (arabisch حمادة, Ḥamada, auch: Amadet) ist eine alte und einflussreiche drusische Familie im Libanon mit Verbindungen in alle Welt. Über Jahrhunderte waren sie im Maschyachat al-ʿAql vertreten und gehören auch heute noch zur herrschenden Schicht im Libanon. Bekannt in Frankreich ist Farid Hamadé, der 1990 dorthin ins Exil ging.

## Mitglieder
- Abu Ali Mari Hamada (arabisch ابو علي مرعي حمادة, )
- Hussein bin Shibley Hamada (arabisch حسين بن شبلي حمادة, 1840-1779) – Emir Bashir Shihabi
- Suleiman Hussein Hamada (arabisch سليمان حسين حمادة, 1866-1805) – Alazbuge, Stratege, Berater von Amin Pascha
- Ali bin Hussein Hamada (arabisch علي بن حسين حمادة, 1888-1813)
- Mahmoud bin Hussein Hamada (arabisch محمود بن حسين حمادة, 1880-1824)

- Mohammed bin Qasim bin Hussein Hamada (arabisch محمد بن قاسم بن حسين حمادة, 1832-1915)
- Hussein Hamada (arabisch حسين حمادة, 1862-1946) – Berater von Jamal Pascha
- Rashid bin Hussein Hamada (arabisch رشيد بن حسين حمادة, 1894-1970) – Mitglied des Gerichtshofs von Keserwan und des Gerichts Metn, seit 1925 Generalstaatsanwalt und Berater der Berufungsgerichte.

Militärs
- Ahmed Ben Nauman (arabisch احمد بن نعمان, 1871- 1955), Stratege
- Amin Hamada (arabisch أمين حمادة, 1968-1893), – Berater von König Faisal
- Salim Bin Qasim (arabisch سليم بن قاسم, 1964-1896)
- Fawzi Bin Sulayem (Salim) (arabisch فوزي بن سليم, 1960-1924)
- Melhem Ben Mustapha (arabisch ملحم بن مصطفى, 1939-1866)

Medizin
- Amin Hamada (arabisch أمين حمادة, 1968-1902)
- Tawfiq Hamada (arabisch توفيق حمادة, 1985-1888)
- Riadh Ben Sulayem (arabisch رياض بن سليم, 1980-1912)
- Sami bin Fadl (arabisch سامي بن فضل, 1951-1893)
- Suleiman bin Hamad (arabisch سليمان بن حمد, 1955- 1867)
- Noman bin Qasim (arabisch نعمان بن قاسم, 1960-1888)

Recht
- Hassan bin Hamad (arabisch حسن بن حمد, 1919-1870)
- Mahmoud bin Hussein (arabisch ومحمود بن حسين, 1977-1891), Bürgermeister von Baaklin
- Al Hamada, Khalil Ben Mustapha (arabisch خليل بن مصطفى, T 0,1946)
- Thuqan bin Khattar (arabisch ذوقان بن خطار, 1933-1882)
- Salim bin Hamad (arabisch سليم بن حمد, 1921-1865)
- Mohamed Ali Melhem (arabisch محمد علي بن ملحم, 1987-1907)
- Hamada (arabisch قحطان بك حمادة, 1987-1911) Qahtan, Bürgermeister von Baaklin, Mitglied des libanesischen Parlaments.
- Said Hamada (arabisch سعيد حمادة, 1991-1894 )
- Marwan Hamadeh (arabisch مروان حمادة, ) Minister für Telekommunikation
- Scheich Farid Hamade (arabisch الشيخ فريد رشيد حمادة, asch-Schaich Farīd Raschīd Ḥamada, auch: Amadet, * 14. Mai 1925 in Baaklin, Libanon; † 19. März 1999 in Paris), drusischer Rechtsanwalt und Politiker. Seine Kinder:  Maân Hamadé, Khaled Hamadé und Nada Hamadé.